# Keskinen Aptasjärvi
Keskinen Aptasjärvi är en sjö i Kiruna kommun i Lappland och ingår i Torneälvens huvudavrinningsområde. Sjön har en area på 0,214 kvadratkilometer och ligger 473 meter över havet. Keskinen Aptasjärvi ligger i Rautas fjällurskog Natura 2000-område. Sjön avvattnas av vattendraget Siikajoki.

## Delavrinningsområde
Keskinen Aptasjärvi ingår i det delavrinningsområde (752840-169501) som SMHI kallar för Inloppet i Alanen Aptasjärvi. Medelhöjden är 506 meter över havet och ytan är 7,42 kvadratkilometer. Det finns ett avrinningsområde uppströms, och räknas det in blir den ackumulerade arean 13,76 kvadratkilometer. Siikajoki som avvattnar avrinningsområdet har biflödesordning 2, vilket innebär att vattnet flödar genom totalt 2 vattendrag innan det når havet efter 375 kilometer. Avrinningsområdet består mestadels av skog (72 procent) och sankmarker (25 procent). Avrinningsområdet har 0,28 kvadratkilometer vattenytor vilket ger det en sjöprocent på 3,7 procent.